# Список глав государств в 115 году до н. э.
| 116 до н. э. ← Список глав государств по годам → 114 до н. э. |

## Азия
- Анурадхапура — Ланья Тисса, царь (119 до н. э. — 109 до н. э.)
- Армения Великая:
  - Артавазд I, царь (160 до н. э. — 115 до н. э.)
  - Тигран I, царь (115 до н. э. — 95 до н. э.)
- Вифиния — Никомед III Эвергет, царь (127 до н. э. — 94 до н. э.)
- Иберия — Мириан I, царь  (159 до н. э. — 109 до н. э.)
- Индо-греческое царство:
  - Стратон I, царь (от Гандхары/Западного Пенджаба до Матхура)  (125 до н. э. — 100 до н. э.)
  - Гелиокл II , царь (от Гандхары/Западного Пенджаба до Матхура)  (125 до н. э. — 110 до н. э.)
  - Лисий, царь (в Паропамисадах, Арахозии и Гандхаре)  (120 до н. э. — 110 до н. э.)
  - Антиалкин, царь (в Паропамисадах, Арахозии и Гандхаре)  (115 до н. э. — 95 до н. э.)
- Иудея — Иоанн Гиркан I, этнарх  (134 до н. э. — 104 до н. э.)
- Каппадокия — Ариарат VII Филометор, царь (116 до н. э. — 101 до н. э.)
- Китай (Династия Хань) — У-ди (Лю Чэ), император  (141 до н. э. — 87 до н. э.)
- Коммагена — Сам II,  царь (130 до н. э. — 109 до н. э.)
- Корея:
  - Махан — Маён, вождь (144 до н. э. — 113 до н. э.)
  - Пуё — Ковуру, тхандже (121 до н. э. — 86 до н. э.)
- Намвьет — Чьеу Ань Тэ, император (125 до н. э. — 113 до н. э.)
- Осроена:
  - Фрадхашт бар Джебар, царь (120 до н. э. — 115 до н. э.)
  - Бакру I бар Фрадхашт, царь (115 до н. э. — 112 до н. э.)
- Парфия — Митридат II Великий, царь (124 до н. э. — 91 до н. э.)
- Понтийское царство:
  - Митридат VI Евпатор, царь (120 до н. э. — 63 до н. э.)
  - Митридат Хрест, царь (120 до н. э. — 113 до н. э.)
- Сабейское царство:
  - Ярим Эймин, царь (145 до н. э. — 115 до н. э.)
  - Фарам Янхаб, царь (130 до н. э. — 125 до н. э.)
- Сатавахана — Сатакарни II, махараджа (134 до н. э. — 78 до н. э.)
- Селевкидов государство (Сирия):
  - Антиох VIII Грип, царь (125 до н. э. — 96 до н. э.)
  - Антиох IX Кизикский, царь (116 до н. э. — 95 до н. э.)
- Хунну — Ичжисе, шаньюй (126 до н. э. — 114 до н. э.)
- Шунга — Гхоша, император (119 до н. э. — 108 до н. э.)
- Япония — Кайка, тэнно (император) (158 до н. э. — 98 до н. э.)

## Африка
- Египет — Птолемей IX Сотер II, царь (116 до н. э. — 107 до н. э., 89 до н. э. — 81 до н. э.)
- Мероитское царство (Куш) — Танийдамани, царь (ок. 120 до н. э. — ок. 100 до н. э.)
- Нумидия:
  - Югурта, царь (118 до н. э. — 105 до н. э.)
  - Адгербал, царь (118 до н. э. — 112 до н. э.)

## Европа
- Боспорское царство — Перисад V, царь (125 до н. э. — 109 до н. э.)
- Ирландия — Этерскел, верховный король (116 до н. э. — 111 до н. э.)[1]
- Одрисское царство (Фракия) — Котис V, царь (120 до н. э. — 87 до н. э.)
- Римская республика:
  - Марк Эмилий Скавр, консул (115 до н. э.)
  - Марк Цецилий Метелл, консул (115 до н. э.)

## Галерея
- У-ди  
 141 до н.э.— 87 до н.э. 
 Император Китая
- Митридат II Великий  
 124 до н.э.— 91 до н.э. 
 Царь Парфии
- Иоанн Гиркан I  
 134 до н.э.— 104 до н.э. 
 Этнарх Иудеи
- Югурта  
 118 до н.э.— 105 до н.э. 
 Царь Нумидии
- Митридат VI Евпатор  
 120 до н.э.— 63 до н.э. 
 Царь Понта
- Антиох VII Грип  
 125 до н.э.— 96 до н.э. 
 Царь Сирии
- Антиох IX Кизикский  
 116 до н.э.— 95 до н.э. 
 Царь Сирии
- Птолемей IX Сотер II  
 116 до н.э.— 107 до н.э., 89 до н.э.— 81 до н.э. 
 Царь Египта
- Кайка 
 158 до н.э.—98 до н.э. 
 Император Японии